# Острова Диомида
Острова́ Диоми́да, или острова Гво́здева, — два острова и несколько скал в центре Берингова пролива, на расстоянии около 35 км от Чукотки и Аляски. Расстояние между островами составляет менее четырёх километров.
- Остров Ратманова территориально принадлежит России как часть Чукотского автономного округа. Также известен как Большой Диомид, Имаклик, Инаклик или Нунарбук.
- Остров Крузенштерна принадлежит США как часть штата Аляска. Также известен как Малый Диомид, Ингалик или Игналук.

Скала Фервей, расположенная в 9,3 км к юго-востоку, обычно не считается частью островов Диомида. 
Поскольку острова Диомида разделены международной линией перемены дат, то Большой Диомид (остров Ратманова) опережает Малый Диомид (остров Крузенштерна) почти на сутки, но из-за местных часовых поясов разница составляет всего 20 часов с марта по ноябрь, и 21 час в остальное время. Поэтому острова получили также неофициальные наименования остров Вчера (остров Крузенштерна) и остров Завтра (остров Ратманова).

## История
Первым европейцем, открывшим пролив между Азией и Америкой, был Семён Дежнёв в 1648 году. Он сообщил о двух островах, находящихся в проливе, впоследствии получившем название в честь Беринга.
Один из островов был обнаружен 16 августа (27 августа по новому стилю, день святого Диомида) 1728 года экспедицией Витуса Беринга. В 1732 году острова Диомида были впервые нанесены на карту Иваном Фёдоровым и Михаилом Гвоздевым. Современные русские названия им были присвоены в 1815 году лейтенантом русского флота Отто Коцебу.
Острова Диомида на своих картах также отобразили участники Второй камчатской экспедиции Я. И. Линденау (1742) и А. И. Чириков (1746). Острова отмечены также на Генеральной карте Морской академии (1746).
Согласно постановлению президиума ЦИК СССР от 15 апреля 1926 года, меридиан середины пролива между островами Крузенштерна и Ратманова (168°49’30’’ западной долготы) объявлен восточной границей советского сектора Арктики.
5 ноября 1933 года пароход «Челюскин», заканчивая свой переход по Северному морскому пути, был затёрт льдами в Беринговом проливе у островов Диомида и отброшен на север в Чукотское море, отсюда начался его ледовый дрейф.

## География
Западный остров — остров Ратманова (эскимосское название Имаклик — «окружённый водой»), имеет площадь около 29 км² и принадлежит России, являясь её самой восточной точкой. Остров входит в состав Чукотского автономного округа. Назван в честь морского офицера Макара Ратманова.
Восточный остров (около 7 км²), остров Крузенштерна (англ. Little Diomede — «Малый Диомид», эскимосское название «Ингалик» — «противоположный») принадлежит США.
Расстояние между островами — 3750 м; между ними проходят государственная граница России и США и линия перемены дат.
Наивысшая точка островов — гора Крыша, 505 м — находится на острове Ратманова.
Юго-восточнее островов Диомида находится небольшой остров Фэруэй (англ. Fairway Rock), принадлежащий США.
С 1989 года действует соглашение между СССР (теперь Россией) и США о безвизовых поездках местных жителей в гости друг к другу. Однако большинство местного населения острова Ратманова (проживавшее в населённых пунктах Имаклик и Кунга) было перевезено на континент. В настоящее время на острове находится самая восточная воинская часть и погранзастава России. На острове Крузенштерна находится посёлок Диомид, где на 2011 год проживает 135 местных жителей — эскимосов.

## Галерея

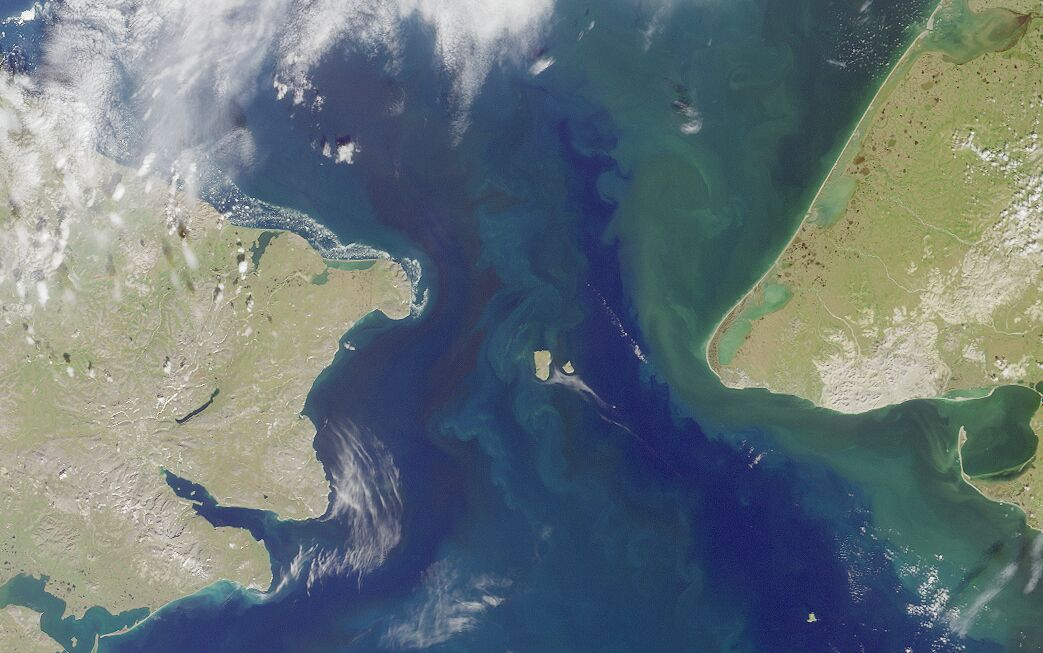
Спутниковая фотография Берингова пролива, с островами Диомида в центре
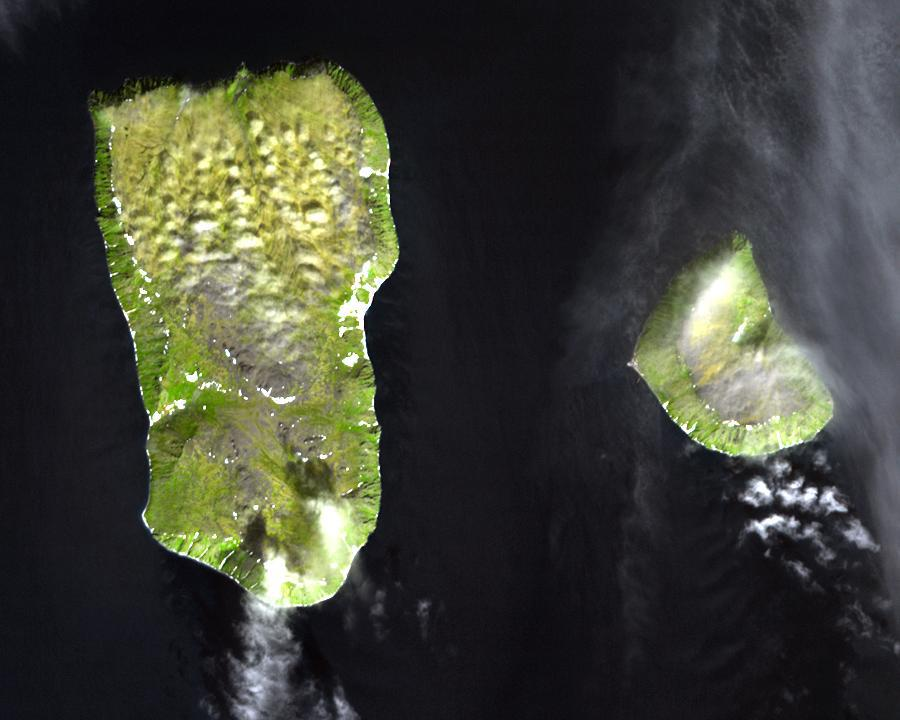
Спутниковая фотография островов Ратманова и Крузенштерна
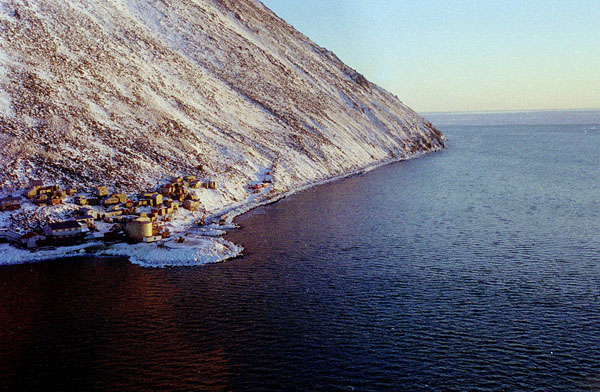
Деревня на западном берегу острова Крузенштерна, США